# Malkier

De vlag van Malkier

Malkier is een fictieve natie in de boekenserie het Rad des Tijds, geschreven door Robert Jordan.
Malkier was een van de eerste naties die zich na de Oorlog van Honderd Jaren heeft gevormd.
Het was een van de Grenslanden, het lag ten noorden van Shienar en het grootste gedeelte van Arafel, waardoor Shienar toen eigenlijk nog geen Grensland was. Het grensde toen alleen nog maar aan de Aielwoestenij.De hoofdstad van Malkier was "Zeven Torens", een stad ten zuiden van Tarwins Kloof. Bekend is dat de stad een Saidinpoort in bezit had die nu door de Duistere gebruikt wordt om onder andere Trolloks naar Tweewater te sturen.
De laatste koning van Malkier was al'Akir Mandragoran. Cowin Gemallan, de vrouw van diens broer verried het Grensland aan de Schaduw in 955 NE, waarna de Verwording het land opslokte en de Zeven Torens vernietigde.
In de boekenserie zijn er nog maar weinig Malkieri over, ze doen zich voor als bewoners van de andere Grenslanden. Alleen de zoon van de koning al'Lan Mandragoran, doet zich nog voor als een echte Malkieri. Hij was tijdens het verraad nog maar een baby. Hij werd door soldaten naar Fal Moran in Shienar gebracht, weinig soldaten overleefden de reis, maar de baby wel. Daar groeide hij op. Op zijn zesde zwoer Lan dat hij de Schaduw zou verslaan. Hij is er nu een eenmansoorlog tegen aan het voeren.
Naarmate Tarmon Gai'don nadert rijdt hij samen met Nynaeve uit naar de Grenslanden om de Malkieri te verzamelen voor de Laatste Slag.
Aiel-woestijn · Altara · Amadicia · Andor · Arad Doman · Arafel · Cairhien · Eilanden van het Zeevolk · Falme · Geldan · Illian · Kandor · Land van de Waanzinnigen · Malkier · Mayene · Morland · Saldea · Seanchan · Shara · Shienar · Tarabon · Tar Valon · Tyr · de Verwording